# Dynomene pugnatrix
Dynomene pugnatrix is een krabbensoort uit de familie van de Dynomenidae. De wetenschappelijke naam van de soort is voor het eerst geldig gepubliceerd in 1889 door Johannes Govertus de Man. De Man beschreef de soort aan de hand van een vrouwelijk specimen uit Mauritius, dat behoorde tot een verzameling van decapoda afkomstig uit de indopacifische oceaan die zich bevond in het Naturmuseum Senckenberg in Frankfurt am Main.